# Газовий аналіз
Га́зовий ана́ліз (рос. газовый анализ, англ. gas analysis, нім. Gasanalyse f) — аналіз суміші газів для визначення їхнього кількісного й якісного складу.
Методи газового аналізу ґрунтуються на хімічних, фізико-хімічних і фізичних властивостях компонентів газової суміші, особливо на різних температурах конденсації і кипіння.